# Réserve nationale naturelle de Nukak
Le réserve nationale naturelle de Nukak est une réserve naturelle situé dans les départements de Vaupés et Guaviare, en Colombie.